# Fabio de Souza
Fabio de Souza (10 april 1975) is een Brazilaans coach en voormalig voetballer die speelde als middenvelder.

## Carrière
Fabinho maakte in 1998 de transfer van Americano FC naar het Zwitserse FC Wil 1900. Daar speelde hij één seizoen en ging daarna spelen voor SR Delémont waar hij ook één seizoen speelde. Hij keerde in 2000 terug naar FC Wil en speelde er tot 2004 wanneer hij met het team de beker weet te veroveren. Hij weet een transfer naar FC St. Gallen te versieren, lang duurt het sprookje niet want na twee seizoen verlaat hij de club alweer en trekt naar FC Schaffhausen. Hij eindigde zijn carrière bij het bescheiden FC Herisau op amateurniveau. 
Hij werd na zijn spelersloopbaan bij FC Herisau trainer en dat tot in 2018. In 2018 werd hij jeugdcoach bij de club die hem naar Europa haalde FC Wil 1900.

## Erelijst
- FC Wil 1900
  - Zwitserse voetbalbeker: 2004